# Brookport (Illinois)
Brookport je grad u američkoj saveznoj državi Ilinois. Prema popisu stanovništva iz 2010. u njemu je živjelo 984 stanovnika.